# Costruzione

Esempio di struttura di un arco

La costruzione, nel campo dell'architettura e dell'ingegneria civile, è un processo che consiste nell'edificazione di un insieme di strutture collegate sulla base di un progetto o comunque di un qualche livello di pianificazione. Non costituisce un'unica attività ma è piuttosto un sistema di componenti, impianti, finiture. Per le costruzioni su larga scala il lavoro è organizzato da un project manager e supervisionato da ingegneri, architetti, imprese costruttrici, enti appaltatori.
Lo stesso termine "costruzione" viene utilizzato per indicare l'opera realizzata attraverso tale processo. Una costruzione in tal senso può essere rappresentata da una semplice opera muraria (parete ecc.) da una struttura (scala ecc.), da un edificio (abitazioni, uffici, negozi), da un'opera pubblica (ponte, stadio ecc.).
Per il successo della realizzazione di un'opera il piano generale dell'intervento è essenziale. Questo lega la progettazione architettonica alla costruzione e deve considerare diversi fattori correlati: l'impatto e la sostenibilità ambientale, la tempistica dei lavori, la sicurezza del cantiere, la disponibilità di risorse e materiali, la logistica.

## Costruzione edilizia

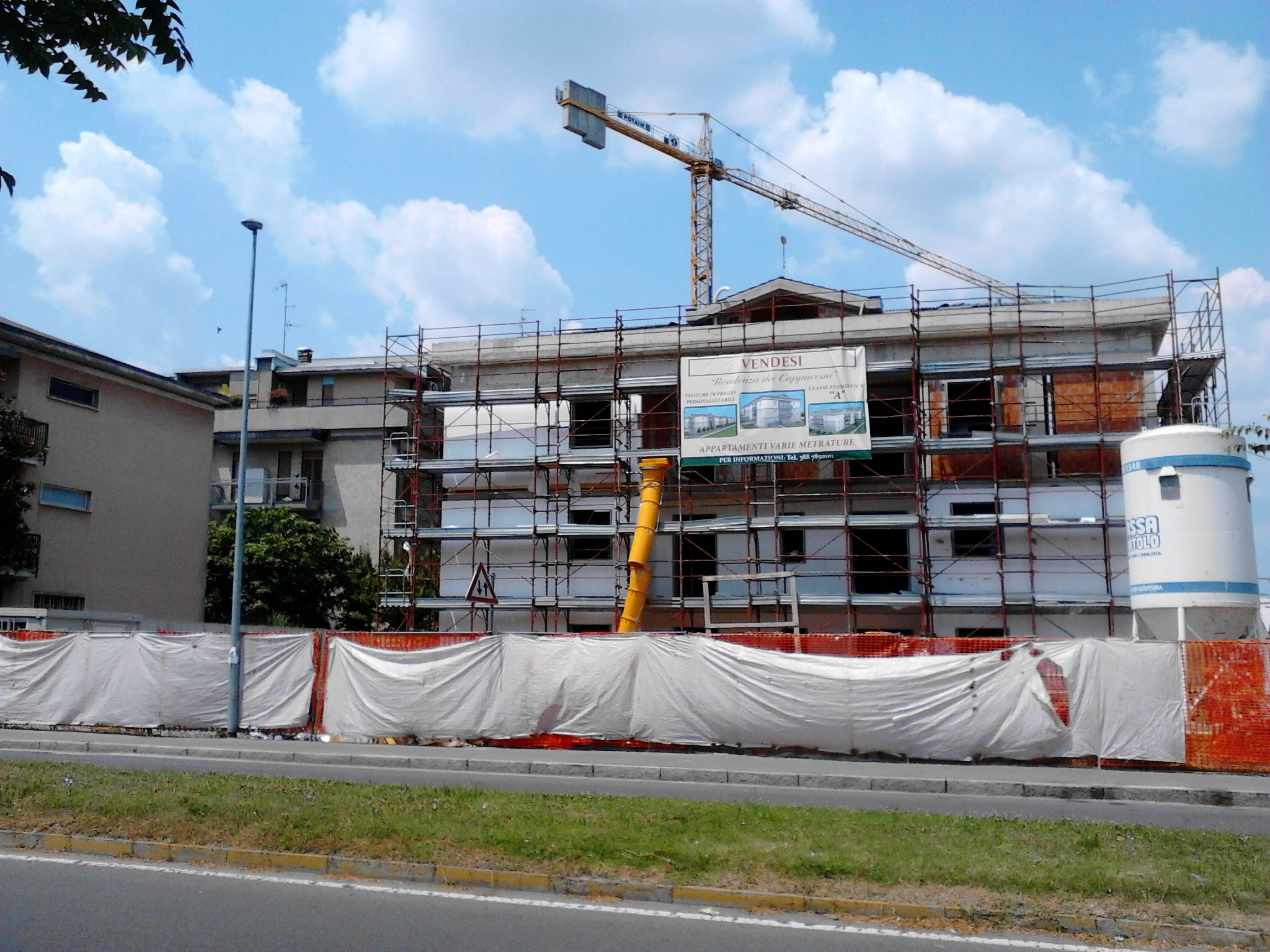
Casa in costruzione a Monza nel 2013

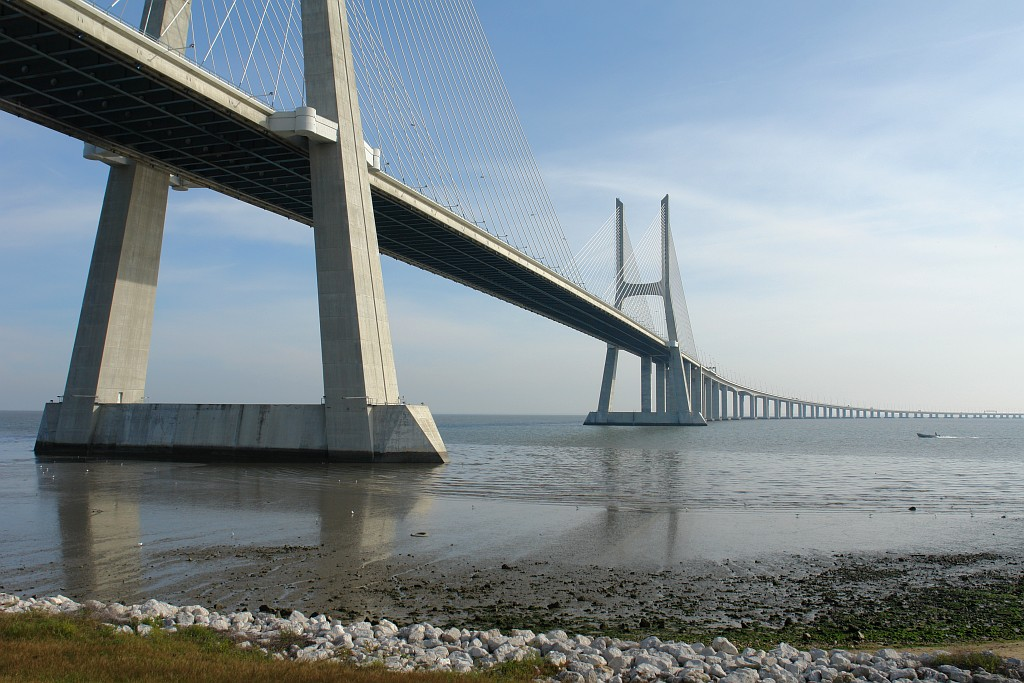
Il ponte Vasco da Gama in Portogallo, esempio di costruzione di opera pubblica

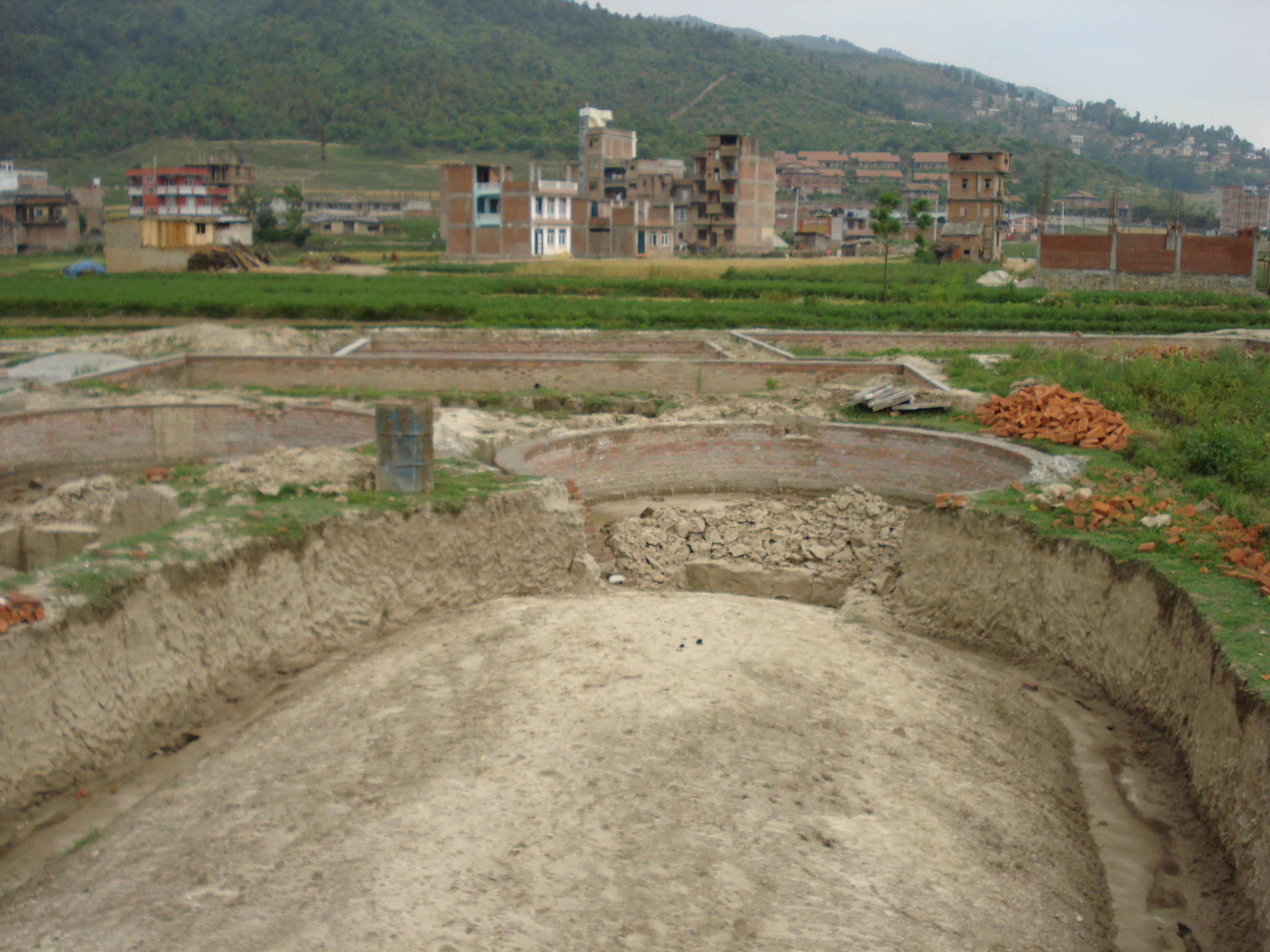
Cantiere per la costruzione di un impianto di biogas

La costruzione edilizia è rappresentata dall'assemblaggio di materiali diversi, che dalla loro unione generano un nuovo oggetto, che assieme ad altri realizza l'ambiente costruito.

### Classificazione
Una costruzione può essere classificata:
- per diversa tipologia: costruzione in legno, in pietra, in mattoni, in cemento armato, mista;
- per diverse caratteristiche di resistenza e relazione ambientale: leggera (tensostrutture), antisismica, bio-architettonica, ecc.

### In ambito giuridico

#### In Italia
Secondo l'ordinamento giuridico italiano, una costruzione è una "qualsiasi opera non completamente interrata, avente i caratteri della solidità, stabilità ed immobilizzazione al suolo, anche mediante appoggio o incorporazione o collegamento fisso ad un corpo di fabbrica contestualmente realizzato o preesistente, e ciò indipendentemente dal livello di posa ed elevazione dell’opera stessa, dai suoi caratteri e dalla sua destinazione".
Le costruzioni edilizie in Italia devono sottostare alla cosiddetta "disciplina delle distanze".